# 벡슬리히스

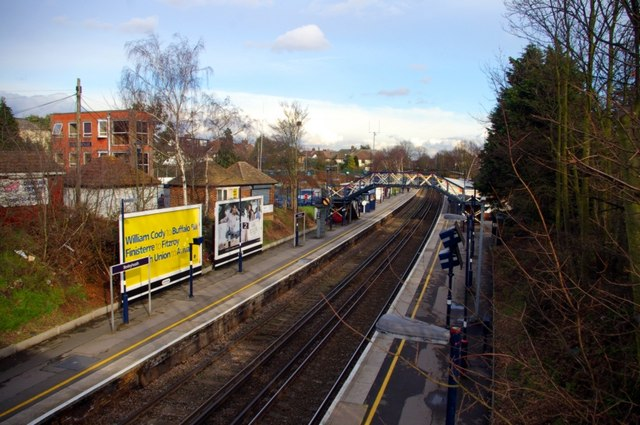
벡슬리히스역 전경

벡슬리히스(영어: Bexleyheath)는 런던 남동부 벡슬리구(London Borough of Bexley)의 한 지역이다.
켄트 주에 속했다가 1965년에 런던으로 편입되었다.

## 출신 유명인사
- 케이트 부시
- 리엄 리지웰
- 레베카 위크스